# Народна библиотека „Доситеј Новаковић” Неготин
Народна библиотека „Доситеј Новаковић” Неготин је установа културе која наставља традицију библиотекарства Неготинског читалишта основаног 29. септембра 1846. године. Оснивач читалишта је био први Епископ Епархије тимочке Доситеј Новаковић, по коме данашња библиотека носи име.

## Историјат
По оснивању 1847. године у оквиру Читалишта основана је читаоница у Радујевцу, 1880. године у Штубику и 1893. године Раденичка читаоница у Неготину.
Указом краља Петра Карађорђевића од 14. јануара 1909. године, Читалиште је добило статус јавне библиотеке. За првог библиотекара постављен је Јован Николић, професор гимназије. Почетком 20. века, због ратова, онемогућено је функционисање библиотеке. Она је поново почела са радом 1929. године, под називом Градска читаоница у Неготину. У Неготину је 1935. године постојала је Књижница Друштва пријатеља Француске. 
После Другог светског рата обновљен је рад библиотеке и од 1957. године званичан назив ове културне институције је Градска народна библиотека која је добила статус матичности 1961. године. Од 31. октобра 2006. године у част иницијатора и оснивача читалишта, Епископа тимочког, Доситеја Новаковића, установа је променила име. 
Данашња библиотека смештена је у две зграде, у улици ЈНА 2 и на Тргу Ђорђа Станојевића, у оквиру библиотеке раде три огранка у: Кобишници, Јабуковцу и Прахову.

## Одељења библиотеке
Одељење за одрасле
Позајмно одељење за рад са одраслим корисницима највеће је одељење Библиотеке. Приступ овом фонду је слободан и богати књижни фонд чини, највећим делом, домаћа и страна књижевност, али значајно место има и стручна књига која се може позајмљивати. Фонд је размештен по УДК систему и омогућује лако сналажење корисника. У склопу овог Одељења је и изложбени простор који се користи за организовање изложби поводом значајних књижевних јубилеја и годишњица рођења књижевника
Одељење за стручну литературу и референсну збирку
На Одељењу стручне књиге корисници могу позајмити публикације из области: филозофије, психологије, религије, друштвених наука, математике односно природних наука до медицине, технике, уметности, спорта, лингвистике, географије и историје. Ово одељење налази се у склопу Одељења за одрасле и има има своју читаоницу.
Одељење обраде и набавке књига
Библиотека у свом саставу има одељење за обраду и набавку књига које током целе године врши организовану набавку на нивоу целе Установе. Након набавке, свака књига мора да прође обраду, односно да буде инвентарисана и унета у електронску базу података.
Дечје одељење
Дечје одељење својим радом обухвата децу предшколског узраста и ученике основних школа. Нове просторије Дечјег одељења, отворене су 1996. године, у оквиру прославе 150 година од оснивања Неготинског читалишта. Савремено је опремљено, тако да је потпуно прилагођено потребама најмлађих читалаца. Структура књижног фонда одговара корисницима, њиховим потребама и интересовањима и чине га сликовнице, школска лектира, белетристика за децу и стручна литература.
Завичајно одељење
Завичајно одељење, као посебна целина, формирано је 2002. године, мада је завичајна грађа прикупљана и чувана много раније. Обухвата листове и часописе везане за Неготин и околину, по тематском, ауторском или издавачком критеријуму; као и некњижну грађу (збирке плаката, фотографије, разгледнице, каталози изложби, музикалије, позивнице, прес клипинг итд).Посебно место у Завичајном одељењу припада знаменитим Неготинцима: Стевану Стојановићу Мокрањцу, Ђорђу Станојевићу, Хајдук Вељку Петровићу... Овај фонд, због широког спектра области које обухвата, представља драгоцен извор информација о Неготину и Крајини. У Завичајном одељењу су и две библиотеке целине. Библиотека целина Крунослава Спасића и библиотека целина Милана Видановића
Одељење периодике
Одељење периодике смештено је у новој згради, на Тргу Ђорђа Станојевића. Простор је адекватан за наведену намену. Фонд периодике, серијских публикација, поседује преко 150 наслова и преко 4.000 бројева. Највише су заступљени часописи за књижевност и културу. На одељењу периодике смештена је и уредништво часописа за књижевност, уметност, културу и библиотекарство, Библиопис, чији је издавач неготинска библиотека.  
Одељење издаваштва
Неготинска библиотека, почев од 1996. године, бави се и издаваштвом. До сада је објавила преко 30 наслова, превасходно књижевног жанра, мада су значајне и књиге из историје Неготинске Крајине и других области. На овом одељењу примају се рукописи и место је окупљања писаца. Поред објављивања, овде се врше и рецензије, препоруке за објављивање и успостављају контакти са другим издавачима и ауторима. Библиотека издаје свој часопис за књижевност, уметност, културу и библиотекарство, „Библиопис”.

## Књижевна награда „Мирко Петковић”
Библиотека традиционално додељује Књижевну награду „Мирко Петковић” за књижевно стваралаштво: поезију, кратку прозу, есеј и књижевни приказ. Награда носи име по Мирку Петковићу, сликару, глумцу и прваку Српског народног позоришта из Новог Сада.